# 西遊記之大鬧天宮
《西遊記之大鬧天宮》（英語：The Monkey King）是一部2014年中國神話古裝電影，由甄子丹、周潤發、郭富城、何潤東、夏梓桐、陳喬恩、張梓琳、陳慧琳、梁詠琪、劉樺、張兆輝、海一天領銜主演。
本片幕後全是好萊塢一級班底。攝影總監由拍攝《神鬼奇航：幽靈海》的Daniel Symmes負責，孫悟空、玉皇大帝、牛魔王等所有神、魔特效化妝總監為《斯巴達：300壯士》的Shaun Smith。視覺效果總監由《魔鏡夢遊》的David Ebner操刀，所有CGI動作效果總監是參與《阿凡達》的Reuben Langdon負責，特效佈景也是由《魔戒》和《金剛》系列的好萊塢工作人員負責搭建。服裝指導則是一線大明星御用服裝造型大師郭培擔當。據出品公司星皓娱乐介紹，本片的大部分成本都用在好萊塢特效團隊，所有演員的片酬總和為7000萬元港幣。
該片於2014年1月31日，即春節當日開始上映，3月21日，影片《西遊記之大鬧天宮》正式下檔，上映50天累計票房10.43億。成為中國電影史上第三部票房過十億元的華語電影。《大鬧天宮》首映日票房高達1.25億，刷新了華語電影首日和單日這兩項票房紀錄，僅次於去年5月1日上片當日就豪取1.3億的《鋼鐵人3》。

## 劇情
混沌之初天界頹垣，在神族與魔族大戰之中，女媧娘娘（張梓琳飾）化成萬千五彩晶石補天，其中一顆掉落凡間花果山，晶石吸收天地精華迸出了石頭靈猴。他跟菩提祖師（海一天飾）習得法術取名孫悟空（甄子丹飾），並在花果山自封為「齊天大聖」，但他不知天高地厚地大鬧東海龍宮、闖進南天門，卻意外獲得玉皇大帝（周潤發飾）賞識賜爵「弼馬溫」。
其實一切都掌握在魔族首領牛魔王（郭富城飾）手中，他與孫悟空結交同盟、安排九尾狐如雪（夏梓桐飾）親近孫悟空，或讓天宮臥底騙他打破戒律誤食蟠桃與仙丹、假冒天兵摧毀花果山，甚至激起孫悟空的魔性，摧毀南天門大鬧天宮。隨後牛魔王再乘虛而入，誓要攻陷天宮重振魔族聲威，搞得天宮一片混亂......

## 演员
| 角色         | 演员   | 备注     |
| ------------ | ------ | -------- |
| 孫悟空       | 甄子丹 | 美猴王   |
| 玉皇大帝     | 周潤發 |          |
| 牛魔王       | 郭富城 |          |
| 二郎神       | 何潤東 | 杨戬     |
| 菩提祖師     | 海一天 |          |
| 九尾狐       | 夏梓桐 | 白如雪   |
| 铁扇公主     | 陈乔恩 |          |
| 观世音菩萨   | 陈慧琳 |          |
| 嫦娥         | 梁咏琪 |          |
| 女娲         | 张梓琳 |          |
| 东海龙王     | 劉樺   |          |
| 哪吒         | 郑家星 |          |
| 李靖         | 张兆辉 | 托塔天王 |
| 木吒         | 罗仲谦 |          |
| 绿毛猴王     | 李菁   |          |
| 彩云仙子     | 汪圆圆 |          |
| 彩霞仙子     | 梁雨恩 |          |
| 巨灵神       | 樊少皇 |          |
| 蚌壳精       | 刘双宁 |          |
| 旁白(唐三藏) | 古天樂 |          |

## 相關
- 中国内地最高电影票房收入列表